# Ido-dong
Ido-dong (koreanska: 이도동) är en stadsdel i staden Jeju på norra delen av ön Jeju och provinsen Jeju i den södra delen av Sydkorea, 500 km söder om huvudstaden Seoul. 
Administrativt är Ido-dong indelat i:
| Namn    | Namn           | Yta i km² | Invånare 31 dec 2018 |
| ------- | -------------- | --------- | -------------------- |
| 이도1동 | Ido 1(il)-dong | 0,69      | 7 989                |
| 이도2동 | Ido 2(i)-dong  | 5,58      | 50 137               |